# Gustavo Benítez
Gustavo Adolfo Benítez Bento (né le 5 février 1953 à Paraguarí au Paraguay) est un joueur de football international paraguayen, qui évoluait au poste de milieu de terrain, avant de devenir entraîneur.

## Biographie

### Carrière de joueur

#### Carrière en club
Il joue 12 matchs en Primera División et 123 matchs en Segunda División avec le club espagnol de Grenade.
Avec le Club Olimpia, il atteint la finale de la Copa Libertadores en 1989.

#### Carrière en sélection
Avec l'équipe du Paraguay, il joue 43 matchs (pour 2 buts inscrits) entre 1975 et 1987. 
Il figure dans le groupe des sélectionnés lors des Copa América de 1975, de 1983 et de 1987. Il se classe troisième de la compétition en 1983.
Il joue également 4 matchs comptant pour les tours préliminaires de la coupe du monde 1986.

### Carrière d'entraîneur
Il entraîne les clubs du Racing Santander et du Rayo Vallecano en première et deuxième division espagnole, sur un total de 86 matchs.

## Palmarès
- Finaliste de la Copa Libertadores en 1989 avec le Club Olimpia
- Champion du Paraguay en 1975, 1980, 1981, 1982, 1983, 1985, 1988 et 1989 avec le Club Olimpia